# Селине
Селине (до 1991. године Селина) су насеље у општини Стариград у северној Далмацији, Задарска жупанија, Република Хрватска.

## Историја
До територијалне реорганизације у Хрватској налазиле су се у саставу старе општине Задар.

## Становништво
На попису становништва 2011. године, Селине су имале 469 становника.

## Попис 1991.
На попису становништва 1991. године, насељено место Селина је имало 457 становника, следећег националног састава:
| Попис 1991.‍  | Попис 1991.‍  | Попис 1991.‍ | Попис 1991.‍ | Попис 1991.‍ |
| ------------ | ------------ | ----------- | ----------- | ----------- |
|              |              |             |             |             |
| Хрвати       | Хрвати       |             | 443         | 96,93%      |
| Југословени  | Југословени  |             | 2           | 0,43%       |
| остали       | остали       |             | 2           | 0,43%       |
| неопредељени | неопредељени |             | 5           | 1,09%       |
| непознато    | непознато    |             | 5           | 1,09%       |
| укупно: 457  |              |             |             |             |